# Club América Sub-20
La categoría sub-20 del Club de Fútbol América S. A. de C. V. es un equipo de fútbol profesional de la Primera División de México Sub-20. Fundado el 1 de julio de 2009 en la Ciudad de México. El club disputa sus partidos como local en la cancha n.º 1 de las instalaciones de Coapa, y ocasionalmente los de fase final en el Estadio Azteca. Sus colores tradicionales son el amarillo y el azul. Es el máximo ganador de títulos de liga en la categoría con cinco, cuatro de ellos obtenidos de manera consecutiva.

## Historia

### El tetracampeonato

#### Apertura 2010
Concluyó la fase regular como líder general de la competencia con 31 puntos, producto de ocho victorias, siete empates y dos derrotas; anotó 36 goles y recibió 17. En la fase final por el título venció a Chiapas (global 3-1) y Toluca (2-2; avanzó por mejor posición en la tabla) en cuartos de final y semifinales respectivamente.
América llegó al juego de vuelta de la final con la ventaja mínima gracias a la victoria 1-0 que obtuvo en la cancha de Tigres, y en casa liquidó el campeonato donde el experimentado defensa central Diego Cervantes se convirtió en el jugador clave para la obtención del título. Sin cupo en el primer equipo, Cervantes disputó toda la campaña con el plantel Sub-20 americanista como refuerzo, y en calidad de capitán lideró al grupo de jóvenes que lo rodearon. América se impuso 2-1 a Tigres en la final del Torneo Apertura 2010, para un marcador global de 3-1. La definición del campeonato se llevó a cabo en el Estadio Azteca.
En este América campeón destacaron elementos como George Corral y Diego Reyes, quienes tuvieron actividad en varios partidos dentro del primer equipo, así como Lugiani Gallardo, quien debutó en la semifinal del torneo de primera división ante Santos.
La escuadra visitante al minuto ocho emparejó el marcador global con un tanto de Luis Mendoza, quien se coló por el costado derecho del área azulcrema y con un disparo cruzado mandó el balón al fondo de las redes. Los Tigres empezaron el partido con aplicación táctica sobre el terreno de juego y daba la sensación de que tenían los argumentos para darle la vuelta a la final, pero poco a poco el América se adueñó de las acciones hasta que Cervantes marcó el primero en su cuenta en una definición de toque suave con la parte externa del pie derecho, para colocar el esférico pegado al poste, lejos del alcance del arquero Aarón Fernández al minuto 33. Todavía el cuadro regiomontano estuvo cerca de emparejar otra vez la serie, pues un remate de cabeza de Luis Mendoza, al 44’, se estrelló en el poste derecho de la portería local. Ya en el complemento todo fue pleno dominio de las Águilas, que redondearon el triunfo con otro gol de Cervantes, quien se levantó dentro del área para conectar de cabeza un envío de Corral, y el balón entró sin problemas al arco felino, al minuto 57. Incluso el delantero Raúl Jiménez tuvo el tercero en un mano a mano con el arquero Fernández y falló la definición.

#### Clausura 2011
Terminó la fase regular como quinto lugar de la competencia con 30 puntos, producto de nueve victorias, tres empates y cinco derrotas; anotó 28 goles y recibió 22. En la fase final por el título venció a Guadalajara (global 3-1) y Necaxa (global 5-3) en cuartos de final y semifinales respectivamente.
Enfrentó en la final al líder general, Atlas de Guadalajara; el partido de ida concluyó con empate a un tanto. En la vuelta jugada el 22 de mayo en el Estadio Jalisco, Atlas inició ganando con anotación de Edson Rivera al 105'. América resurgió y cuando todo parecía indicar que Atlas sería el nuevo campeón, faltando un minuto para que terminara el segundo tiempo extra, Raúl Jiménez marcó el tanto del empate 1-1 (2-2 global), que
obligó a los penales y ahí fue más certero que los "Zorros" (4-2) y se llevó por segunda ocasión el título de esta categoría del balompié mexicano.
En los penales,por Atlas fallaron Luis Téllez y Néstor Vidrio, anotando Saúl Villalobos y Luis Ramos. Por los azulcremas ninguno falló, George Corral, Andrés Rodríguez, Renato González y Jesús Leal hicieron efectivo su disparo.

#### Apertura 2011
Finalizó la fase regular como líder general de la competencia con 33 puntos, producto de diez victorias, tres empates y cuatro derrotas; anotó 21 goles y recibió 11. En la fase final por el título eliminó a Cruz Azul (global 3-3) y Necaxa (global 2-2) en cuartos de final y semifinales respectivamente, en ambas gracias a su mejor posición en la tabla. La final sería contra Santos.
El encuentro de ida resultó en un triunfo de 2-0 para el conjunto de Santos. América hizo la hazaña en el Estadio Azteca al remontar y vencer 3-0 a Santos Laguna consiguiendo el tricampeonato, gracias a tres goles del delantero Raúl Jiménez, en duelo disputado Las anotaciones de Jiménez se registraron en los minutos 28, 88 y 90, el último de penal, para darle el triunfo a su escuadra,encerrado encuentro que estuvo a punto
de terminar en bronca ante los reclamos del cuadro lagunero en el tercer gol. El equipo de las Águilas, lo dirigía ahora uruguayo Cecilio de los Santos.

#### Clausura 2012
Finalizó la fase regular como líder general de la competencia con 32 puntos, producto de nueve victorias, cinco empates y tres derrotas; anotó 26 goles y recibió 18. En la fase final por el título derrotó a Querétaro (global 5-0) y Pachuca (global 4-1) en cuartos de final y semifinales respectivamente. La final sería contra el sub-líder y rival histórico de la categorías menores, Pumas de la UNAM. El juego de ida el 17 de mayo en el Estadio Olímpico Universitario terminó con victoria del conjunto azulcrema con marcador 1-0. La vuelta se escenificaría en el Estadio Azteca el 20 de mayo. 
América el tetracampeonato del Torneo Sub-20 del futbol mexicano, al derrotar nuevamente 1-0 a Pumas de la UNAM. El lateral derecho Daniel Acosta marcó la solitaria anotación al minuto 26, en disparo de larga distancia, cerca de la esquina de su banda, para encajar el tanto en el travesaño.
El conjunto felino tuvo más tiempo el balón, aunque le faltó generar jugada ofensivas, pues lo más peligroso que hizo fue un disparo de David Izazola, al minuto 12, que se estrelló en el travesaño. Los azulcremas realizaron un buen trabajo defensivo, jugaron con el marcador para manejar el encuentro y trataron de hacer daño al aprovechar los espacios, pero ya no marcaron más.

### Tercer lugar Copa Libertadores
La categoría juvenil del Club América fue invitada a participar en la primera edición de la Copa Libertadores Sub-20, Perú 2011, torneo juvenil de clubes paralelo al máximo certamen, pero jugado en una sola sede. Integró el grupo C de la competencia con Flamengo, Independiente del Valle y Millonarios Fútbol Club. Debutó el 11 de junio con un empate a dos tantos frente a Millonarios; el 15 de junio venció 2-1 a Independiente y finalmente perdió 2-0 con Flamengo el 18 de junio. Clasificó como uno de los mejores terceros lugares de grupo a la ronda de cuarto de final.
El 20 de junio derrotó a Nacional de Montevideo 1-0 para lograr su pase a semifinales, donde enfrentaría a Boca Juniors. El 22 de junio caería 1-0 con el cuadro Xeneize. Finalmente concretaría su histórica participación obteniendo el tercer lugar de la competencia al vencer 1-0 al cuadro local Alianza.

## Palmarés
| Competición nacional  | Títulos                                                                   | Subcampeonatos                               |
| --------------------- | ------------------------------------------------------------------------- | -------------------------------------------- |
| Liga MX Sub-20: (5/3) | Apertura 2010, Clausura 2011, Apertura 2011, Clausura 2012, Clausura 2022 | Clausura 2017, Clausura 2018 y Clausura 2023 |